# Архитектурный стиль
Архитектурный стиль — целостная совокупность характерных черт и признаков произведения архитектуры определённого времени и места.
Стиль контаминирует характерные черты, проявляющиеся в особенностях творческого метода архитектора, способах формообразования, приёмах композиции, функциональной, конструктивной и художественной сторон. Развитие архитектурных стилей зависит от историко-культурных, климатических, технических, религиозных и многих других факторов.
В истории искусства архитектурные стили зарождались и развивались не только последовательно, один за другим, но и почти параллельно, взаимодействуя между собой. Известно одновременное сосуществование стилей в качестве альтернативы друг другу. Например, барокко и классицизм в XVII веке, модерн и эклектика в начале XX столетия, функционализм, конструктивизм и ар-деко на протяжении двадцатого века.

## Понятие архитектурного стиля
Понятие стиля, в частности, в середине XVIII века использовал немецкий историк искусства, «отец искусствознания» Иоганн Иоахим Винкельман. Основная масса трудов, посвящённых художественному стилю, была ориентирована на исследование природы самого явления и механизмов стилеобразования в искусстве и архитектуре в философском, культурологическом, семиотическом, системно-синергетическом аспектах. Поэтому в теории архитектуры и искусствоведении наиболее удобным и популярным «описательным средством» для архитектурных форм стало понятие стиля.
Общепринятого определения архитектурного стиля не существует. Так, Энциклопедический словарь Брокгауза и Ефрона, изданный в 1890—1907 годах, понимал архитектурный стиль двояко: как пространственную (территориальную) и как временну́ю характеристику архитектурного языка. В региональном аспекте выделялись стили: «египетский, древнегреческий с его дорическою, ионическою и коринфскою ветвями, этрусский». В историко-временном аспекте указывались «романский, готический, стиль возрождения, барокко, рококо, империи». Там же отмечался объективный характер стиля как феномена и субъективная роль автора, а также давалась качественная оценка архитектурного языка с точки зрения стиля: «Стиль называется „чистым“, если все элементы в неизменном виде и должном соотношении находятся на своём месте, или „нечистым“, когда в него введены элементы других стилей».
Категорию стиля в истории классического искусствознания использовали Дж. Вазари, Дж. П. Беллори, Ф. Викхофф, А. Ригль, Г. Вёльфлин, П. Франкль, В. Воррингер, А. Фосийон, Э. Х. Гомбрих и многие другие. В отечественном искусствознании — А. Ф. Лосев, М. С. Каган. В методологическом аспекте — Л. И. Таруашвили, С. С. Ванеян. В культурологическом аспекте — Е. Н. Устюгова. Оригинальную концепцию «внестилевого развития» предложил Е. И. Ротенберг. Непосредственно истории архитектурных стилей посвящены работы И. А. Бартенева и В. Н. Батажковой, Е. А. Борисовой, А. В. Бурдяло, В. Г. Власова, В. Н. Гращенкова, Б. М. Кирикова, В. И. Локтева, Е. И. Кириченко, В. Г. Лисовского, Г. И. Ревзина, Т. А. Славиной, С. В. Хачатурова.
В современной науке об искусстве под стилем понимается содержательно-формальная целостность всех элементов художественного произведения, но, в отличие от композиции, представляющей собой аналогичную целостность, в качествах стиля более проявлена временна́я составляющая: стилевая целостность соотносится с целым рядом произведений, свойственных той или иной эпохе, периоду, художественному направлению, школе или мастеру. Принято считать, что художественный стиль с наибольшей полнотой проявляется именно в архитектуре, декоративном искусстве и орнаменте. Исследователи также разделяют понятия исторического типа искусства (например: античное искусство, древнерусское искусство, средневековое искусство) художественного направления (классицизм, романтизм), исторического стиля, историко-регионального течения, школы, индивидуальной манеры мастера. Отсюда особое внимание исследователей к внутренней структуре категории стиля, прежде всего в архитектуре, «матери всех искусств». Дискуссии разворачиваются вокруг понятий «историзм» и «модерн». Многие ученые не относят эти понятия к категории стиля ввиду их программного либо спонтанного полистилизма.

## Особенности архитектурного стиля как описательного средства

### Региональный характер стиля
Архитектурный стиль, как и стиль в искусстве вообще, — понятие условное. Он удобен для осмысления истории европейской архитектуры. Однако для сопоставления истории архитектуры нескольких регионов стиль как описательное средство не подходит. Трудно выделить в истории архитектуры азиатских стран, например, архитектуры Китая, периоды, соответствующие архитектурным стилям Европы. Аналогичная проблема возникает при исследовании русской архитектуры.

### Несоответствие национальных доктрин
Архитектурный стиль, приходящийся на период 1762—1840 гг., в России (как и в Германии) традиционно называют классицизмом, тогда как во Франции классицизмом принято считать стиль XVII века, или стиль Людовика XIV (Louis XIV).
Неоклассицизмом в России и Германии называют ретроспективный стиль начала XX века.
Во Франции под неоклассицизмом понимают стиль второй половины XVIII века, или стиль Людовика XVI (Louis XVI).
Стиль, который в российском искусствоведении называется модерном, иностранное искусствоведение именует по-разному: в США — «тиффани» (по имени Л. К. Тиффани), во Франции — «ар-нуво» и «fin de siècle» («конец века»), в Германии — «югендстиль» (точнее, «югендштиль» — нем. Jugendstil, по названию основанного в 1896 году иллюстрированного журнала Die Jugend), в Австрии — «стиль Сецессион» (Secessionsstil), в Англии — «модерн стайл» (modern style, букв. «современный стиль»), в Италии — «стиль либерти», в Испании — «модернизмо», в Нидерландах — «Nieuwe Kunst», в Швейцарии — «еловый стиль» (style sapin).

### Новейшие стили
В рамках постмодернистской парадигмы оформилось множество направлений, которые существенно различаются по идеологии и языковым средствам. Пока идут научные споры о самостоятельности того или иного направления, нет и не может быть единства в терминологии. Одно и то же явление, как, например, деконструктивизм, может быть рассмотрено и как архитектурное направление, и как самостоятельный архитектурный стиль.

## Архитектурные стили
Подробнее см. История архитектуры
См. также Хронология архитектурных стилей
Выделяются архитектурные стили:
- Архитектура Древнего мира: от первобытного общества до V века (в различных регионах даты различаются).
- Раннехристианская архитектура. V—X века.
- Исламская архитектура. V—XXI века.
- Романская архитектура. XI—XII века.
- Нормандская архитектура. XI—XIII века.
- Готика. XIII—XV века.
- Возрождение. Начало XV — начало XVI века.
- Барокко. Середина XVI — середина XVIII века.
- Рококо. Начало XVIII — вторая половина XVIII века.
- Классицизм. Середина XVIII—XIX век.
- Историзм. 1830-е — 1890-е годы.
- Модерн. 1890-е — 1910-е годы.
- Модернизм. Начало 1900-х годов — 1980-е годы.
- Конструктивизм. 1920-е годы — начало 1930-х годов.
- Постмодернизм. С середины XX века.
- Хай-тек. С конца 1970-х годов.
- Деконструктивизм. С конца 1980-х годов.
- Параметризм с 2008 года.